# 院洞站
院洞站（：／ Wondong yeok */?）是京釜線沿線的一座鐵路車站，位于韓國庆尚南道梁山市院洞面院洞院里，有無窮花號列車停靠。

## 車站結構
2面4線混合式月台。

### 月台配置
| ↑三浪津    |
| \| ２１ \| |
| 勿禁↓      |

| 月台 | 路線   | 類別     | 目的地                         |
| ---- | ------ | -------- | ------------------------------ |
| 1    | 京釜線 | 無窮花號 | 釜山、釜田方向                 |
| 2    | 京釜線 | 無窮花號 | 不使用                         |
| 3    | 京釜線 | 無窮花號 | 首爾、順天、木浦、光州松汀方向 |

## 历史
- 1905年1月1日，落成使用。

## 车站周边
- 院洞初等学校
- 院洞郵政局
- 洛東江
- 院洞川

## 相鄰車站
韓國鐵道公社
京釜線
無窮花號
三浪津－院洞－勿禁